# Religió a Ruanda
Religió a Ruanda (Cens de 2002)

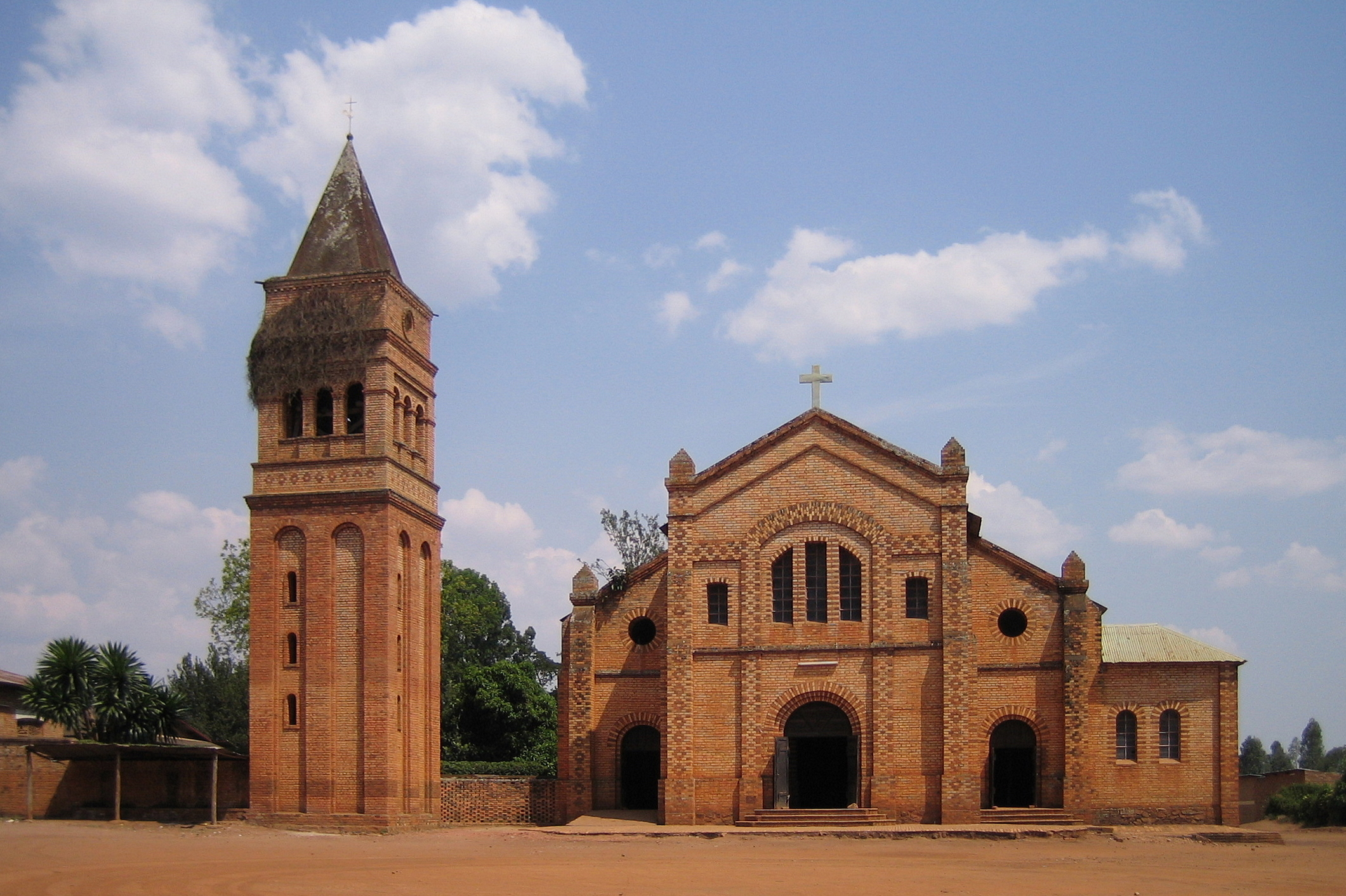
Església parroquial a Rwamagana, Ruanda

Les estadístiques més recents sobre la religió a Ruanda van ser publicades pel govern dels Estats Units el 2013, però la informació d'origen es remunta al Cens nacional de 2002, que informa que: el 56,9% de la població de Ruanda és catòlica, el 26% és protestant, l'11,1% és Adventista del Setè Dia, el 4,6% és musulmana (principalment sunnita, 1,7% no declara cap o en declara una altra afiliació religiosa, i el 0,1% practica creences indígenes tradicionals.
Els Testimonis de Jehovà en són uns 29.000 individus. També hi ha una petita població de Baha'is. Hi ha hagut una proliferació de petits grups religiosos cismàtics lligats al cristianisme des del genocidi de Ruanda (1994).
Hi ha comunitats petites i secretes d'hindus i budistes, compost principalment per fidels estrangers, principalment empresaris de la Xina i l'Índia, així com professors i estudiants universitaris. Cap d'aquestes religions intenta seriosament la conversió a Ruanda o té llocs de culte.

## Context actual
Els missioners estrangers i les organitzacions no governamentals vinculades a l'església (ONG) de diversos grups religiosos operen al país. Els missioners estrangers promouen obertament les seves creences religioses i el Govern acull amb beneplàcit la seva assistència al desenvolupament.
La Constitució de Ruanda preveu la llibertat de religió, i el Govern en general respecta aquest dret en la pràctica. Els funcionaris del govern local de vegades detenen els testimonis de Jehovà per negar-se a participar en patrulles de seguretat. El 2007, el govern estatunidenc no va rebre cap informe sobre abusos o discriminacions socials per raó de creences o pràctiques religioses.

## Història

### Període colonial
Encara que les divisions ètniques i tensions entre hutus i tutsis precedeixen l'era colonial, l'informe de l'Organització de la Unitat Africana (OUA) sobre la situació del genocidi,
| « | A l'època colonial, sota el domini alemany i després belga, els missioners catòlics romans, inspirats per les teories obertament racistes de l'Europa del segle xix, van inventar una ideologia destructiva de divisió ètnica i classificació racial que atribuïa qualitats superiors a la minoria tutsi, ja que els missioners dirigien les escoles de l'era colonial, aquests valors perniciosos es transmetien sistemàticament a diverses generacions de ruandesos… | » |

Quan els missioners catòlics van arribar a Ruanda a la darreria dels anys 1880, van contribuir a la teoria "camítica" dels orígens de la raça, que ensenyava que els tutsis eren una raça superior. S'ha considerat que l'Església ha tingut un paper important en el foment de les divisions racials entre els hutus i els tutsis, en part perquè van trobar conversos més disposats entre la majoria hutu.

### Paper de la religió en el genocidi de 1994
S'estima que 800.000 ruandesos van morir durant la violència ètnica durant un breu lapse de 100 dies entre abril i juliol de 1994. La majoria dels morts van ser tutsis, i la majoria dels que van cometre la violència van ser hutus.
El genocidi va començar després de la mort del President de Ruanda, Juvénal Habyarimana, un hutu, en el derrocament del seu avió a l'Aeroport Internacional de Kigali, el 6 d'abril de 1994. Els detalls complets d'aquest incident específic encara no estan clars; no obstant això, la mort del president no era en absolut l'única causa del caos. (La tensió ètnica a Ruuanda no és nova. Els desacords entre la majoria hutu i la minoria tutsi són comuns, però l'animositat entre ells va créixer substancialment després del final del règim colonial belga).
Timothy Longman ha proporcionat la discussió més detallada del paper de la religió en el genocidi ruandès en el cristianisme i el genocidi a Ruanda, publicat el 2010. Longman argumenta que tant les esglésies catòliques com les protestants van ajudar a fer possible el genocidi donant una sanció moral a l'assassinat. Les esglésies havien desitjat jugar la pròpia política ètnica, afavorint als tutsis durant el període colonial i després canviant la lleialtat als hutus després de 1959, enviant un missatge que la discriminació ètnica era coherent amb l'ensenyament de l'església. Els líders de l'església van tenir vincles estrets amb els líders polítics i, després del començament del genocidi, els líders de l'església van demanar a la població que donés suport al nou govern interí, el mateix govern que donava suport al genocidi.
Al mateix temps, les esglésies no van recolzar uniformement el genocidi. En el període anterior al genocidi, 1990-1994, es van produir grans divisions a la majoria de les esglésies entre els moderats que van promoure el canvi democràtic i els conservadors aliats amb el règim d'Habyarimana. Molts dels clergues eren tutsis, i generalment van donar suport a la reforma democràtica, però molts hutus moderats dins de les esglésies també van donar suport a la reforma. Les esglésies van donar un important suport a la formació dels nous grups de drets humans que van sorgir a principis dels anys noranta. Quan el genocidi va començar el 1994, alguns clergues i altres líders de l'església es van oposar a la violència, fins i tot amb risc de les seves pròpies vides.
Alguns membres individuals de la comunitat religiosa intentaren protegir civils, a vegades amb gran risc per a ells. Per exemple mossèn Thaddée Ntihinyurwa de Cyangugu va predicar contra el genocidi des del púlpit i va intentar infructuosament rescatar tres germans religiosos tutsis d'un atac, mentre que Sor Felicitas Niyitegeka dels Auxiliaires de l'Apostolat a Gisenyi va portar tutsis a través de la frontera al Zaire abans que una milícia hutu l'executés en represàlia.
En el seu llibre Left to Tell: Discovering God in the Rwandan Holocaust (2006), Immaculée Ilibagiza, una dona tutsi, descriu com es va amagar amb set altres dones tutsis durant 91 dies en un bany a la casa de Pastor Murinzi, durant la majoria del genocidi. Al centre pastoral de St Paul, a Kigali, unes 2.000 persones van trobar refugi i la majoria d'ells van sobreviure, a causa dels esforços del pare Célestin Hakizimana. Aquest sacerdot "va intervenir en tots els intents de la milícia per segrestar o assassinar" als refugiats del seu centre. Davant la poderosa oposició, va tractar de mantenir lluny els assassins amb persuasió o suborns.
Un article a Reformierte Presse estableix que un informe de l'organització de drets humans African Rights sobre el genocidi ruandès de 1994 hi estableix la participació de totes les esglésies «amb l'excepció dels testimonis de Jehovà.» 
El 20 de novembre de 2016, l'Església catòlica de Ruanda va donar a conèixer un comunicat signat pels nou bisbes en que demanaven disculpes pel paper dels seus membres en el genocidi de 1994.